# パット・ラバーベラ
パット・ラバーベラ（Pat LaBarbera、1944年4月7日 - ）は、アメリカで生まれたカナダのジャズ・サクソフォーン奏者（テナー、アルト、ソプラノ）、フルート奏者。ニューヨーク州マウントモーリス生まれ。1967年から1973年までバディ・リッチ・バンドのソリストとして仕事をしたことで最も注目に値する。
彼は1974年にオンタリオ州トロントに移り、ハンバー・カレッジの教員を務めている。1975年にエルヴィン・ジョーンズと共演するようになり、1979年にはヨーロッパをともにツアーした。バディ・リッチと仕事をしている間、ウディ・ハーマンとルイ・ベルソンが率いるグループでも演奏していた。また、カルロス・サンタナとも演奏したことがある。ラバーベラは、カナダのサックス奏者の世代の発展に大きな役割を果たしてきた。2000年、アルバム『Deep in a Dream』により、ジュノー賞の最優秀トラディショナル・インストゥルメンタル・ジャズ・アルバムを受賞した。
パットは、同じくミュージシャンのジョン・ラバーベラ（トランペット）とジョー・ラバーベラ（ドラム）と兄弟である。

## ディスコグラフィ

### リーダー・アルバム
- 『パス・イット・オン』 - Pass It On (1975年、PM)
- The Wizard (1978年)
- The Meeting (1979年)
- Necessary Evil (1981年)
- 『ヴァーゴ・ダンス』 - Virgo Dance (1987年)
- Standard Transmission (1987年、GOWI) ※with ジョン・アバークロンビー、ヤツェク・コハン、ジム・ヴィヴィアン
- 『フロム・ザ・ハート』 - From the Heart (2001年)
- Deep In A Dream (2002年)
- Crossing the Line (2005年)
- 『ザ・リトル・ドラマー・ボーイ』 - The Little Drummer Boy (2011年、Five Stars) ※with ジョー・ラバーベラ
- 『メッセージ・フロム・アート』 - Message from Art - For Art Blakey (2012年、Five Stars) ※with ジョー・ラバーベラ
- 『ア・リトル・シンプル・マジック』 - A Little Simple Magic (2012年、Five Stars) ※with ドン・トンプソン
- 『ナイト・ライツ』 - Night Lights (2015年、Five Stars) ※with ドン・トンプソン
- 『ディスタント・ベルズ - モーストリー・バラード〜ビル・エバンスへの思い出』 - Mostly Ballads - Remembering Bill Evans (2018年、Five Stars) ※with ドン・トンプソン
- 『タイム・アンド・タイム・アゲイン オール・バラード〜ビリー・ホリデイ集』 - Time and Time Again (2019年、Five Stars) ※with ドン・トンプソン
- Silent Voices (2016年)
- Trane of Thought (2018年) ※with カーク・マクドナルド

### ザ・カルテット
- 『ショウほど素敵な商売はない』 - Live at My House “There's No Business Like Show Business” (2014年、Five Stars) ※with ドン・トンプソン、ジョー・ラバーベラ、トム・ウォリントン

### 参加アルバム
バディ・リッチ
- 『栄光のバディ・リッチ』 - The New One! (1967年、Pacific Jazz) ※『Take It Away!』として再発（日本盤はこちらがベース）
- 『マーシー・マーシー』 - Mercy, Mercy (1968年、Pacific Jazz)
- 『ビッグ・バンドの炸裂！ バディー・アンド・ソウル』 - Buddy & Soul (1969年、Pacific Jazz)
- 『バディー・リッチ'70 カストマーのために』 - Keep the Customer Satisfied (1970年、Liberty)
- 『ア・ディファレント・ドラマー』 - A Different Drummer (1971年、RCA)
- 『リッチ・イン・ロンドン』 - Rich in London (1971年、RCA)
- 『スティック・イット』 - Stick It (1972年、RCA)
- 『ザ・ロアー・オブ '74』 - The Roar of '74 (1974年、Groove Merchant)

エルヴィン・ジョーンズ
- 『ザ・メイン・フォース』 - The Main Force  (1976年、Vanguard)
- 『リメンブランス』 - Remembrance (1978年、MPS)
- 『ミュージック・マシーン』 - Elvin Jones Music Machine (1978年、Mark Levison (Japan))
- 『エルビン・ジョーンズ・ジャズ・マシーン・ライブ・イン・ジャパン1978 - ディア・ジョンC.』 - Live in Japan 1978: Dear John C. (1978年、Trio (Japan))
- 『エルビン・ジョーンズ・ジャズ・マシーン・ライヴ・イン・ジャパン Vol.2』 - Elvin Jones Jazz Machine Live in Japan Vol. 2 (1978年、Trio (Japan))
- Brother John (1982年、Palo Alto)
- Live at the Village Vanguard Volume One (1984年、Landmark) ※1984年7月録音
- 『エルビン・ジョーンズ・ジャズ・マシーン・ライヴ・アット・ピット・イン』 - Elvin Jones Jazz Machine Live at Pit Inn (1985年、Polydor Japan)

その他
- デイヴ・マクマード・ジャズ・オーケストラ : Dave McMurdo Jazz Orchestra (1989年) ※カナダ
- デニー・クリスティアンソン & ヤン・ヤルチック : Goin' Places (2000年) ※カナダ
- ジョン・ラバーベラ・ビッグ・バンド : On the Wild Side (2003年) ※2004年グラミー賞ノミネート
- ジョン・ラバーベラ・ビッグ・バンド : Phantasm (2005年)